# Scioglyptis poecilaria
Scioglyptis poecilaria är en fjärilsart som beskrevs av Achille Guenée 1858. Scioglyptis poecilaria ingår i släktet Scioglyptis och familjen mätare. Inga underarter finns listade.